# Mirošov
Mirošov (niem. Miroschau) – miasto w Czechach, w kraju pilzneńskim.
Według danych z 31 grudnia 2003 powierzchnia miasta wynosiła 11,53 km², a liczba jego mieszkańców 2237 osób.

## Demografia
| Rok             | 1970  | 1980  | 1991  | 2001  | 2003  | 2016  |
| --------------- | ----- | ----- | ----- | ----- | ----- | ----- |
| Liczba ludności | 2 186 | 2 218 | 2 045 | 2 237 | 2 237 | 2 210 |

Źródło: Czeski Urząd Statystyczny
W miejscowości znajduje się stacja kolejowa Mirošov.